# Courtauldův institut umění
Courtauldův institut umění (též Courtauldův umělecký institut, anglicky Courtauld Institute of Art) je součást Londýnské univerzity specializující se na historii umění. Courtauldův institut je jednou z nejvýznamnějších organizací ve svém oboru. Byl založen roku 1932 sběratelem umění Samuelem Courtauldem, diplomatem a sběratelem umění lordem Arturem Leem z Farehamu a historikem umění sirem Robertem Wittem. Původně institut sídlil v Home House na náměstí Portman Square a od roku 1989 je umístěn v paláci Somerset House.

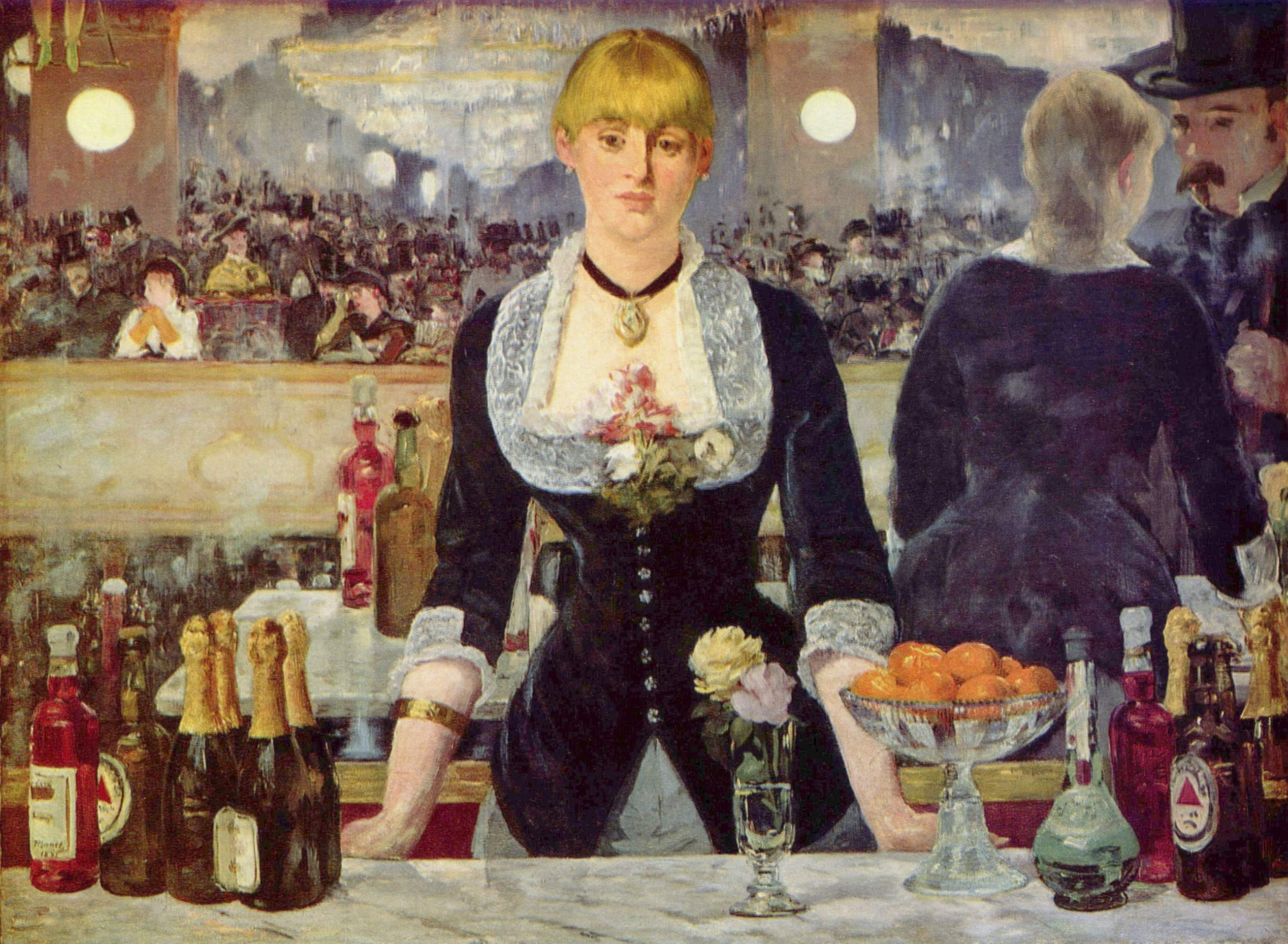
Edouard Manet: Bar ve Folies Bergère

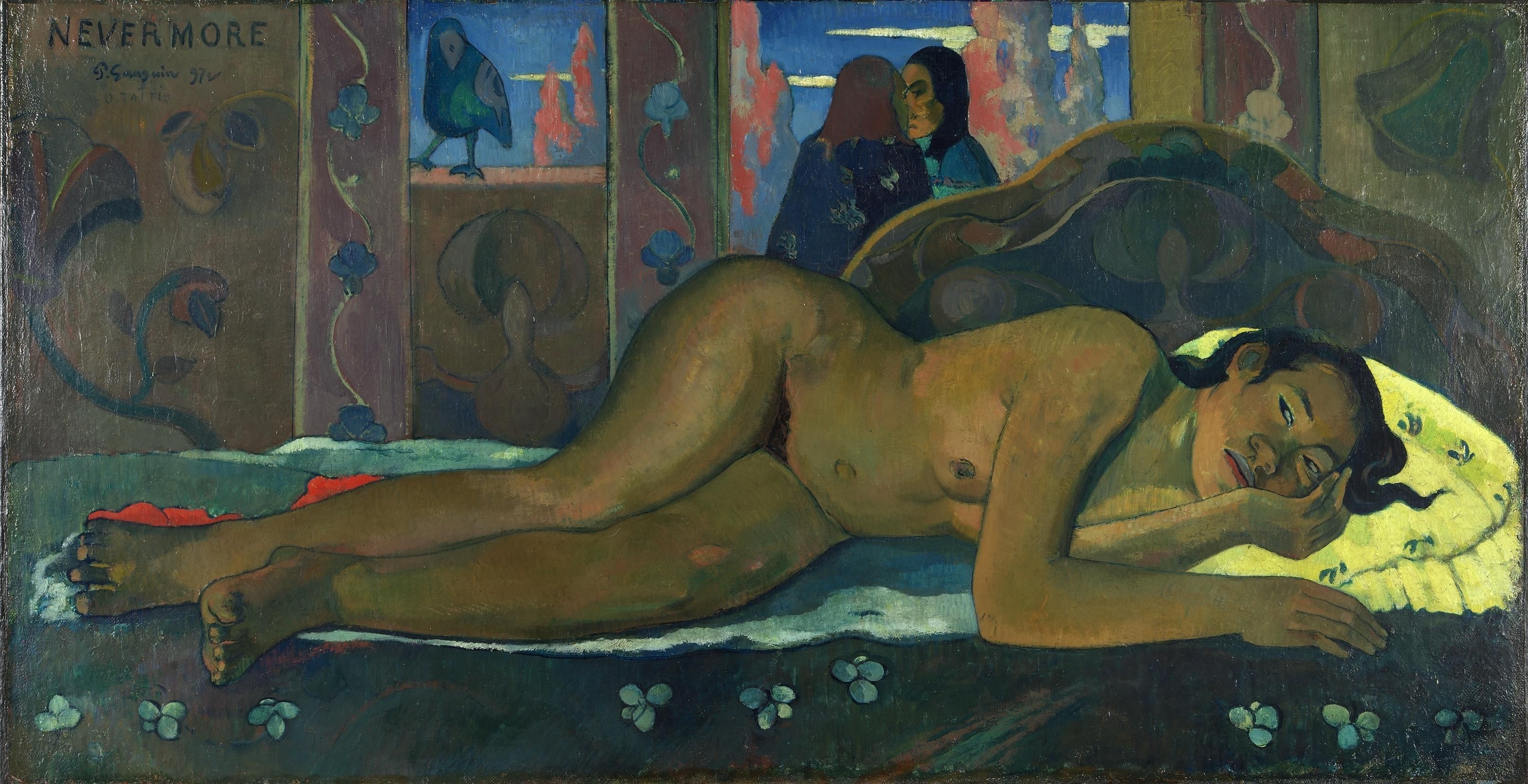
Paul Gauguin: Nevermore

Základy umělecké sbírky položil Samuel Courtauld, který věnoval roku 1932 rozsáhlou kolekci obrazů francouzských impresionistů a postimpresionistů, která byla rozšířena pozdějšími dary v 30. letech 20. století a pozůstalostí roku 1948. Jeho sbírka obsahovala díla takových mistrů jako byli Edouard Manet, Pierre-Auguste Renoir, Camille Pissarro, Edgar Degas a osm stěžejních obrazů Paula Cézanna. Další významní autoři zastoupeni ve sbírce byli Vincent van Gogh, Paul Gauguin, Henri Toulouse-Lautrec a Amedeo Modigliani.

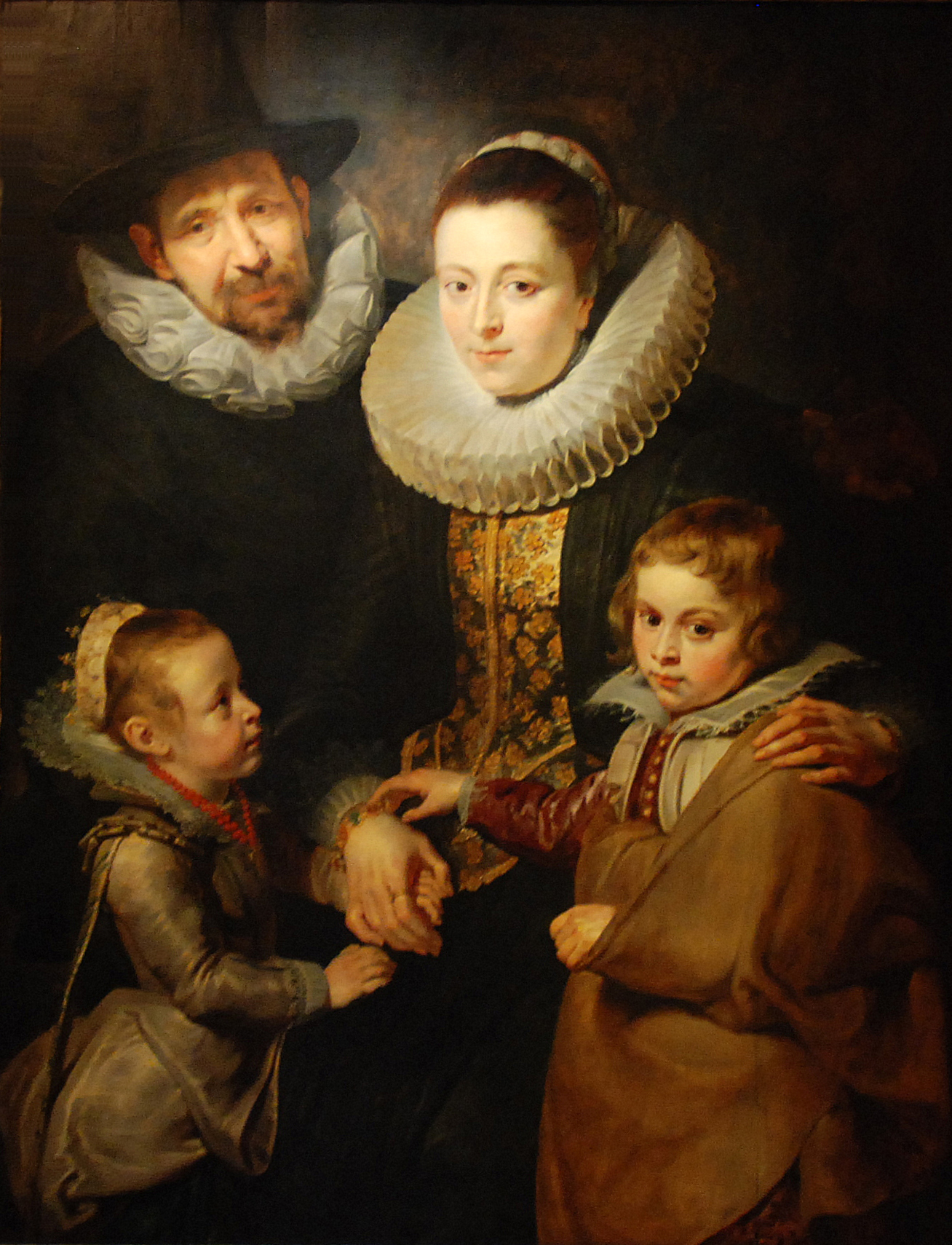
Peter Paul Rubens, rodina Jana Bruegela staršího, (1613-15), Courtauld Gallery

Po smrti významného kritika umění Rogera Frye roku 1934 institut obdržel jeho sbírku umění 20. století. Po druhé světové válce byly institutu odkázány některé pozůstalosti, z nichž nejdůležitější byla sbírka děl starých mistrů lorda Leea. Obsahovala mimo jiné obrazy Lucase Cranacha a Petera Paula Rubense. Sir Robert Witt také odkázal institutu svou sbírku děl starých mistrů. Roku 1966 Mark Gambier-Parry odkázal sbírku svého dědečka obsahující obrazy a majoliku z období rané italské renesance a středověká smaltovaná a slonovinová umělecká díla.
Roku 1974 zde proběhla výstava 30 Turnerových akvarelů. Roku 1978 obdržel institut Princes Gate Collection - sbírku obrazů starých mistrů Antonia Seilera. Tato kolekce obsahovala díla Pietera Bruegela staršího, Quentina Matsyse, Anthonyho van Dycka a Giovanniho Battisty Tiepola. Sbírka rovněž obsahovala díla z 19. a 20. století autorů Camilla Pissarra, Edgara Degase, Pierra-Augusta Renoira a Oskara Kokoschky. Později institute obdržel i sbírky Liliany Browseové a Alastaira Huntera zahrnující obrazy, kresby a sochy autorů z období 19. a 20. století.
Courtauldova galerie (Courtauld Gallery) se nachází na ulici Strand v Somerset House a je přístupná veřejnosti.
V institutu je také knihovna, která vznikla věnováním dvou soukromých sbírek – Conway library, obsahující architektonické nákresy, sochy a rukopisy, a Witt library, obsahující obrazy, kresby a rytiny. Tato knihovna je jedním z nejrozsáhlejších archivů knih zabývajících se historií umění a výstavních katalogů.